# トビエイ目
トビエイ目（トビエイもく、Myliobatiformes）は、軟骨魚綱板鰓亜綱の下位分類群で、エイのグループのひとつ。10科29属221種を含む。

## 分類
本稿ではNelson (2016) の分類に従った。属名の後の括弧内の数字は種数。

### Platyrhinoidei 亜目

#### ウチワザメ科

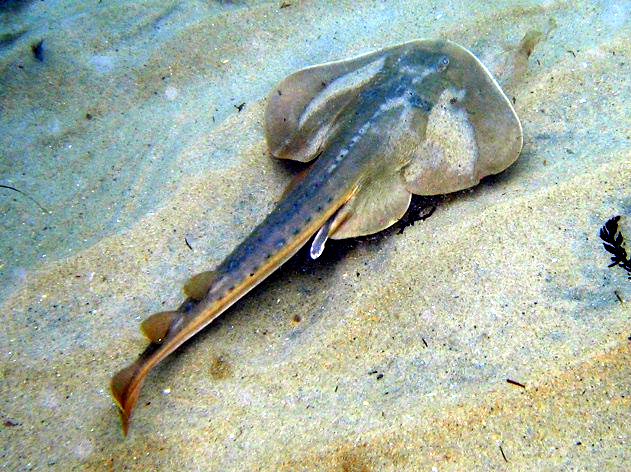
背中に多数の棘が並ぶ、ウチワザメ科の一種 Thornback guitarfish Platyrhinoidis triseriata

ウチワザメ科 Platyrhinidae は、ウチワザメ Platyrhina sinensis など2属3種を含む。体盤はハート形またはスペード形で、尾部は太く背鰭や尾鰭は顕著である。背や尾部に比較的大きな棘列を備える。
- ウチワザメ属 Platyrhina (3)ウチワザメ、オニノウチワ
- Platyrhinoidis 属 (1)

### トビエイ亜目

#### Zanobatidae 科
Zanobatidae 科は、Zanobatus 属のみでStriped panray Z. schoenleinii など2種を含む。形態はウチワザメ科に類似。系統的にはノコギリエイ目に含まれる。
- Zanobatus 属 (2)ストライプドパンレイ等

#### ウスエイ科
ウスエイ科 Plesiobatidaeは、ウスエイ Plesiobatis daviesi 1種で構成される。水深780 m までの深海に生息し、全長2.7 mに達する大型のエイである。
- ウスエイ属 Plesiobatis (1)

#### ヒラタエイ科

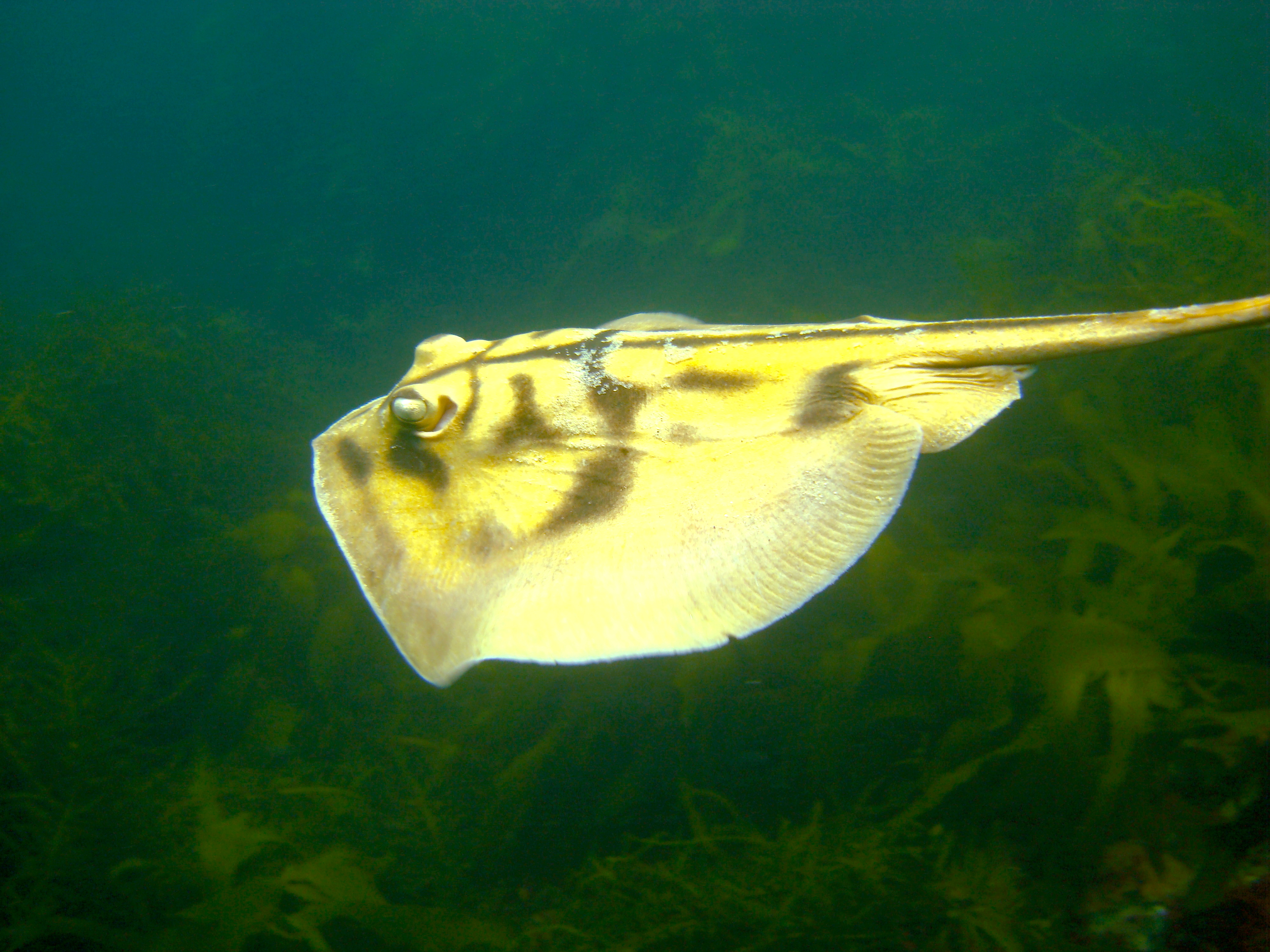
ヒラタエイ科の一種 オビヒラタエイ

ヒラタエイ科 Urolophidaeは、ヒラタエイ Urolophus aurantiacus など2属29種が属する。尾鰭は顕著である。ウスエイを本科に含める場合もある。
- Trygonoptera 属 (5)
- ヒラタエイ属 Urolophus (24)　コモンスティンガレー等

#### ムツエラエイ科
ムツエラエイ科 Hexatrygonidae にただ1種のみ所属するムツエラエイ Hexatrygon bickelli は、6対の鰓裂と5対の鰓弓を持つ特徴的なエイ。ウスエイ属 Plesiobatis およびヒラタエイ属 Urolophus (Trygonoptera 属をシノニムとする)を本科に含める分類もある。
- ムツエラエイ属 Hexatrygon (1)

#### アカエイ科
トビエイ目最大の科でおよそ90種を有する。尾部は非常に長く、背鰭と尾鰭を欠く。毒棘を備える。一部の種は海水だけでなく淡水にも適応する。

#### ポタモトリゴン科

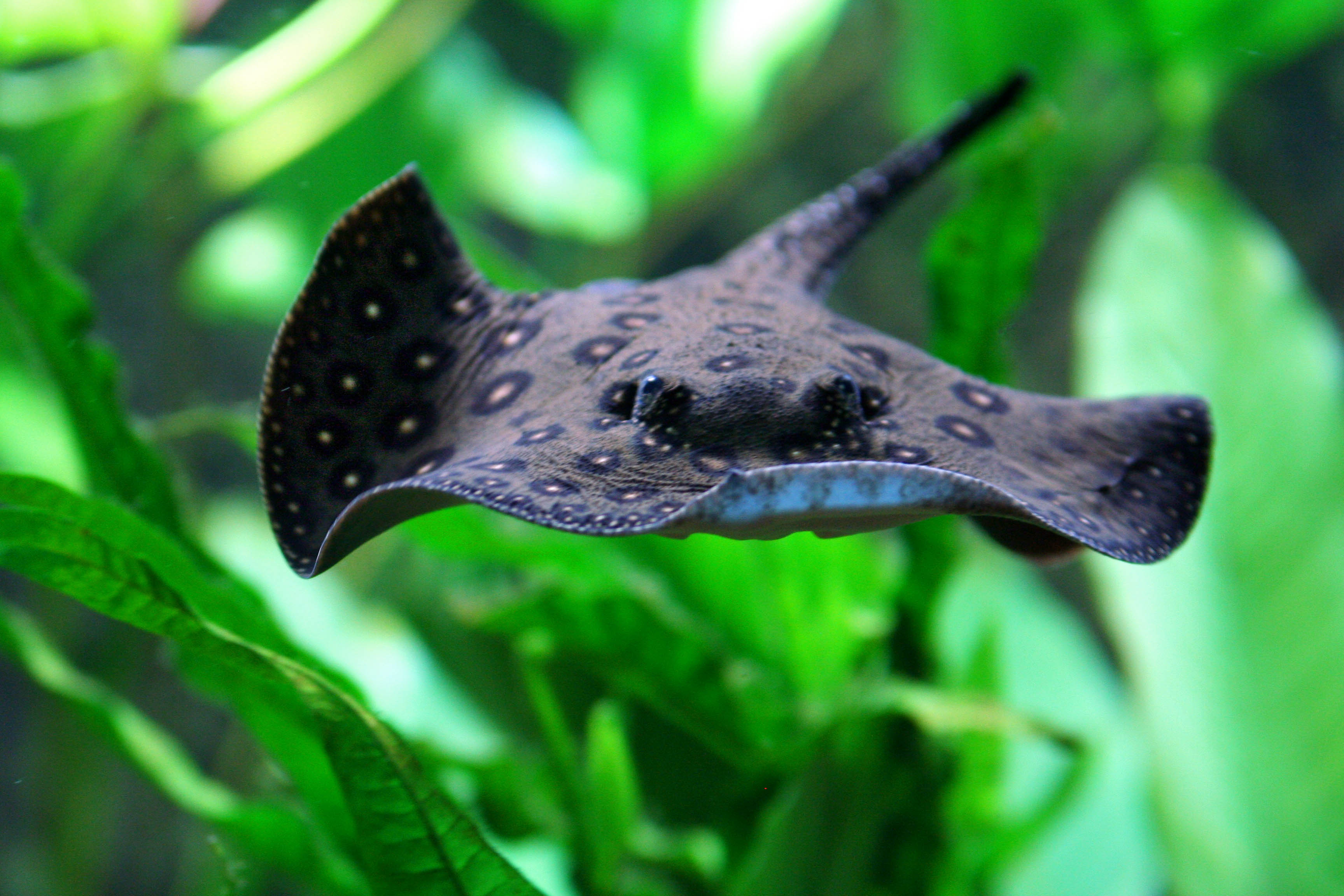
観賞魚として人気のある淡水エイ ポタモトリゴン・モトロ Potamotrygon motoro（ポタモトリゴン科）

ポタモトリゴン科 Potamotrygonidaeは、4属26種。アマゾン淡水エイなどとしても知られ、完全な淡水に適応する。体液中の尿素濃度は低く、腎臓のネフロンの構造も他の板鰓類とは大きく異なる。マダラエイ属 Taeniura とオトメエイ属 Himantura の一部の種が本科に含まれる可能性もある。Nelson (1994) の分類では、ポタモトリゴン亜科 Potamotrygoninae としてアカエイ科に含まれていた。
- Heliotrygon 属 (2)
- Paratrygon 属 (1)
- Plesiotrygon 属 (2)
- ポタモトリゴン属 Potamotrygon (21)

#### ツバクロエイ科

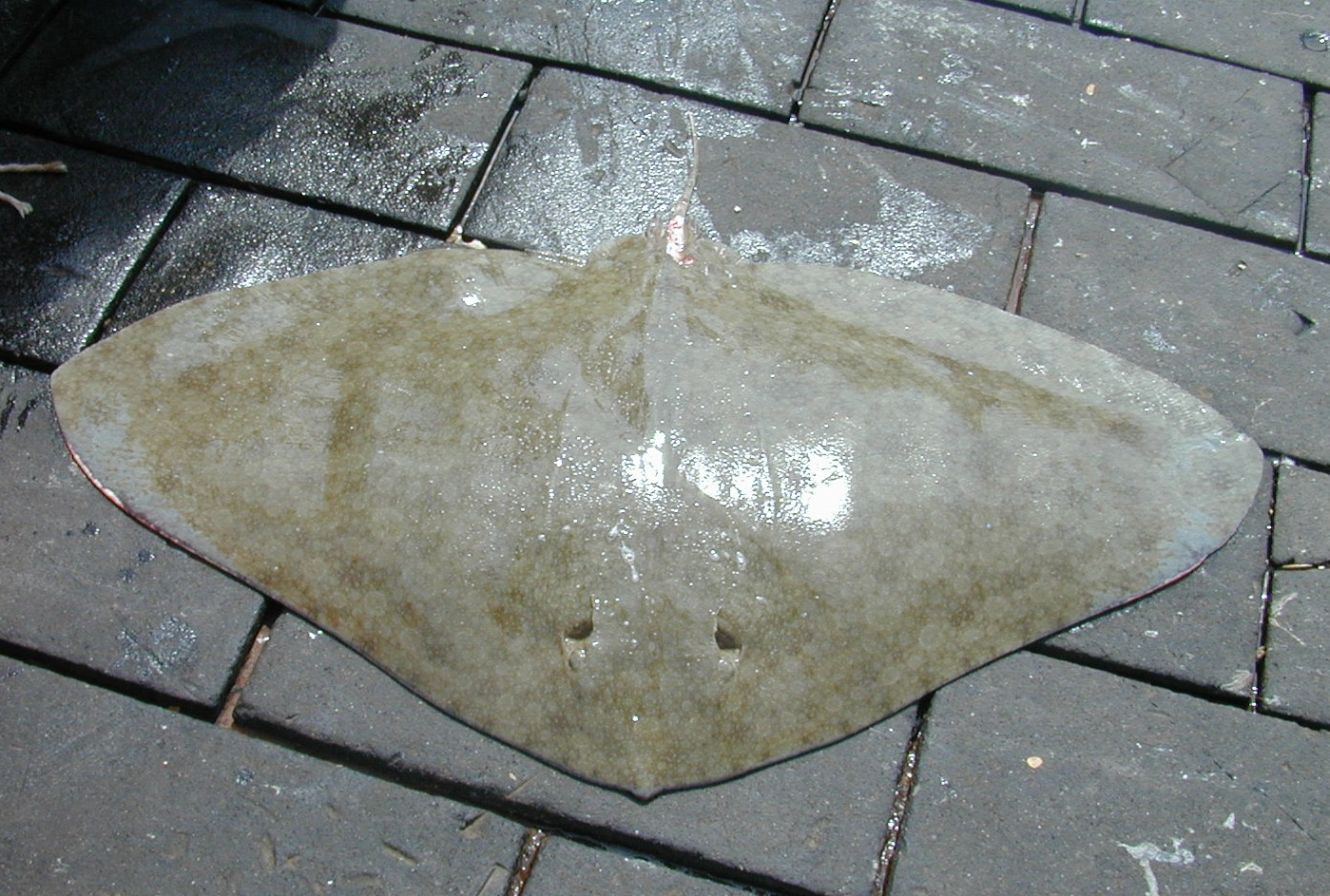
大西洋産のSpiny butterfly ray Gymnura altavela（ツバクロエイ科）は体盤幅2mになる。

ツバクロエイ科 Gymnuridaeは、ツバクロエイ Gymnura japonica など1属14種。体盤幅が著しく長い。尾部は短く、尾鰭を欠く。毒棘を持つ。
- ツバクロエイ属 Gymnura (14)メガネツバクロエイ等

#### ウロトリゴン科

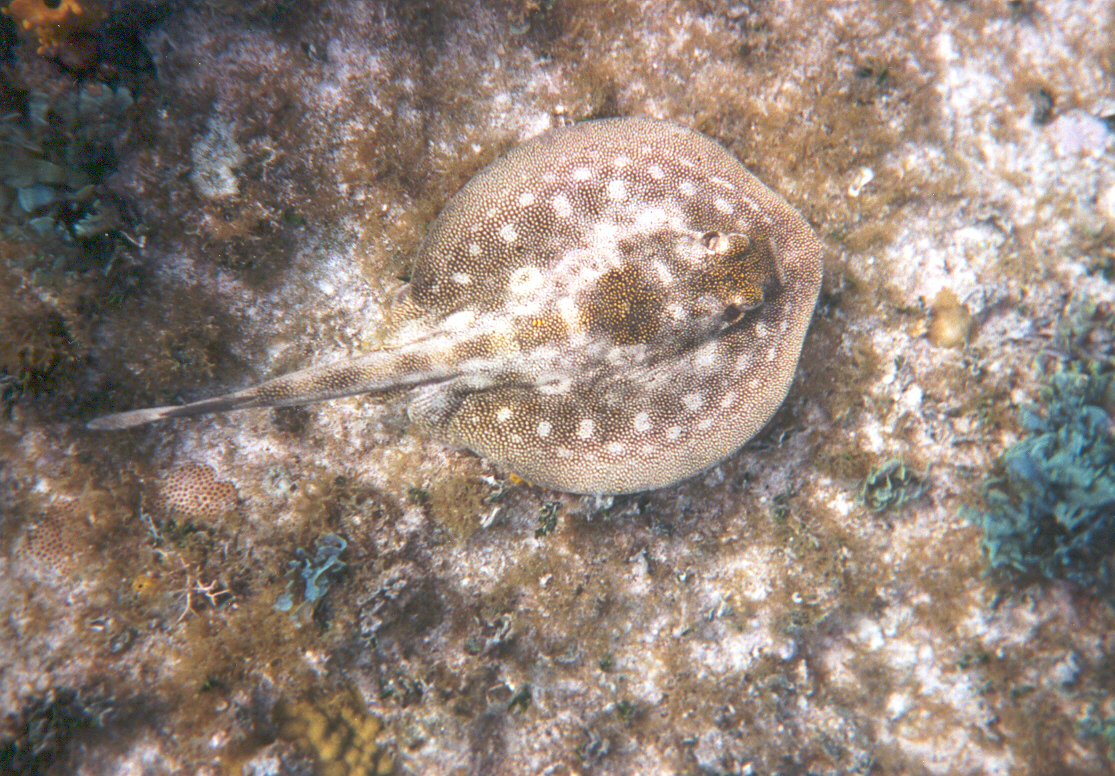
背景に溶け込んだYellow stingray Urobatis jamaicensis（ウロトリゴン科）

ウロトリゴン科 Urotrygonidaeは、2属17種。北米大陸周辺に生息するAmerican round stingray と呼ばれるエイの仲間。体盤は円形で、背鰭を欠く。尾部は長く尾鰭があり、毒棘を有する。Nelson (1994) の分類では、ヒラタエイ科に含まれていた。
- Urobatis 属 (4)
- Urotrygon 属 (13)

#### トビエイ科

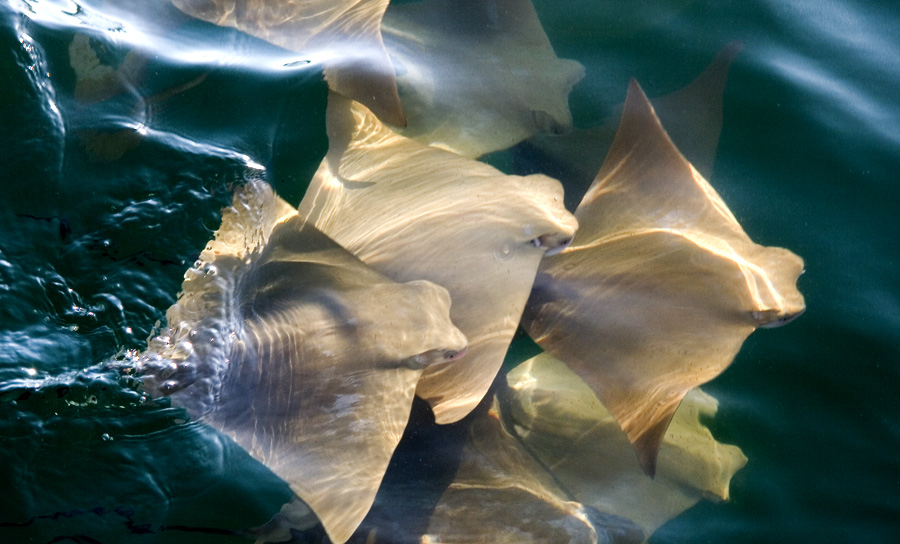
大きな群をつくるタイヘイヨウウシバナトビエイ Rhinoptera steindachneri（トビエイ科）

トビエイ科 Myliobatidae (鳶鱏、鳶鱝、鳶鰩、鳶海鷂魚)は、頭蓋の形状により3亜科に分けられ、7属37種が属する。小さな背鰭を持つ。尾部は細長く、尾鰭を欠く。1本ないし複数本の毒棘を持つ。胸鰭の先端は尖り、形状は三角形をしている。トビエイ亜科は4属20種で、頭蓋の全部は真っ直ぐに伸びる。ウシバナトビエイ亜科は1属7種で、頭蓋前部は陥没する。

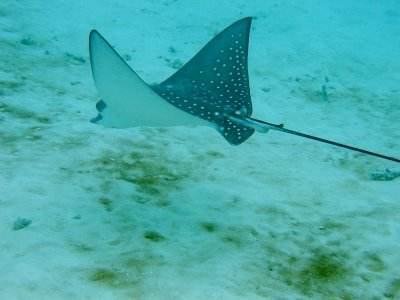
マダラトビエイ, Maldives

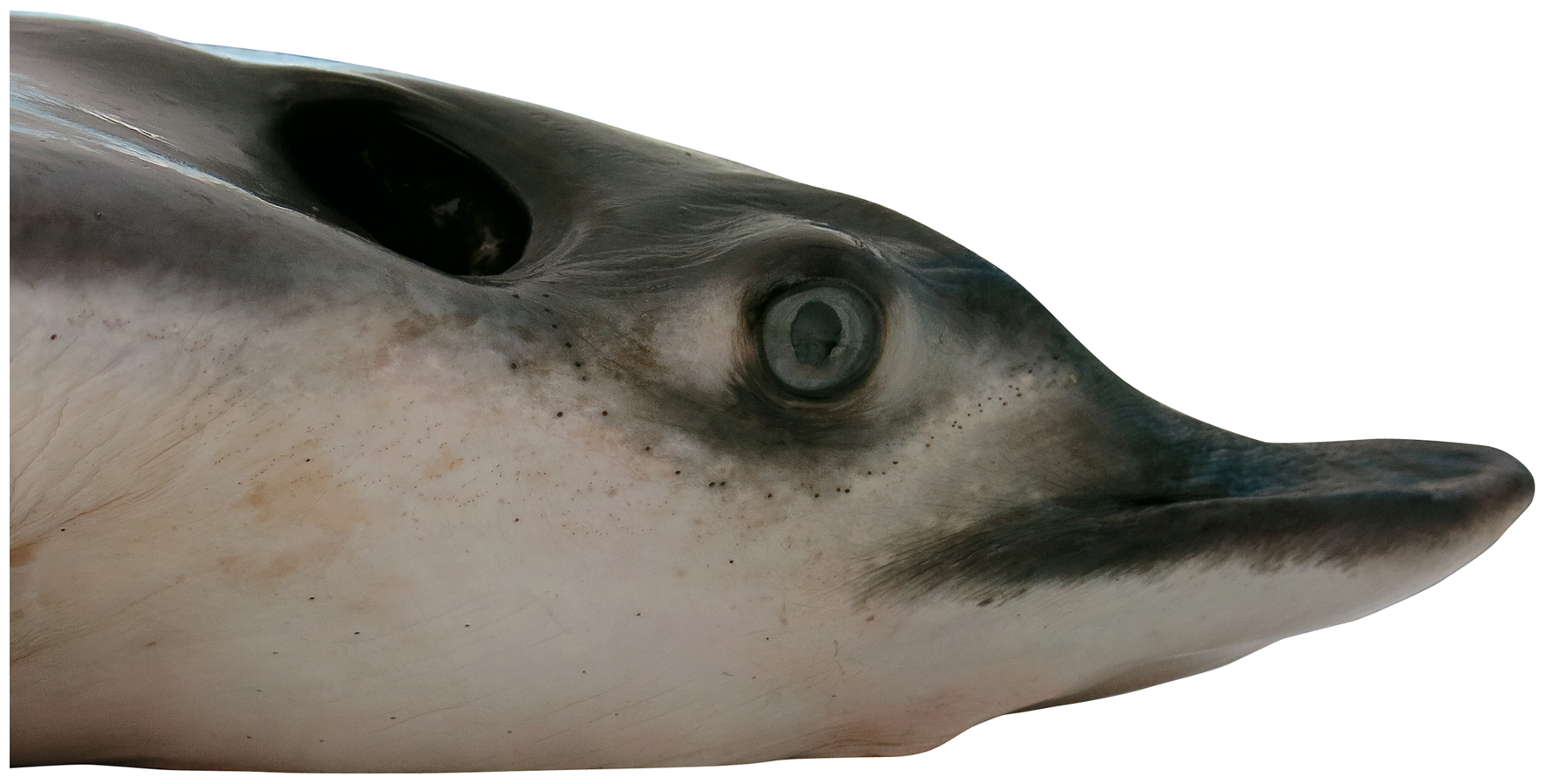
ナルトビエイ

- トビエイ亜科 Myliobatinae
  - マダラトビエイ属 Aetobatus (4)ナルトビエイ等
  - アオスジトビエイ属 Aetomylaeus (4)アオスジトビエイ、アミメトビエイ等
  - トビエイ属 Myliobatis (11)トビエイ等
  - Pteromylaeus 属 (2)
- ウシバナトビエイ亜科 Rhinopterinae
  - ウシバナトビエイ属 Rhinoptera (8)クロガネウシバナトビエイ、ウシバナトビエイ等

#### イトマキエイ科
イトマキエイ科 Mobulidaeは頭蓋前端は平たく、2本の角のような頭鰭と呼ばれる特殊な鰭をもつのが特徴。現在はイトマキエイ属のみで一科一属だがかつてはエイ類中最大のオニイトマキエイ Mobula birostris とナンヨウマンタ Mobula alfrediがオニイトマキエイ属含まれていた。
- イトマキエイ属 Mobula (11)　ヒメイトマキエイ、タイワンイトマキエイ等